# No Bears
No Bears (em persa: خرس نیست) é um filme de drama iraniano de 2022, escrito, dirigido e produzido por Jafar Panahi. O filme foi filmado secretamente no Irã e é estrelado por Panahi, Naser Hashemi, Vahid Mobasri, Bakhtiar Panjei e Mina Kavani. A produção foi concluída em maio de 2022.  
No Bears estreou no 79º Festival de Cinema de Veneza em competição pelo Leão de Ouro, sem a presença do diretor, que foi preso e condenado a seis anos de prisão no Irã, antes do lançamento do filme. O filme é distribuído pela Celluloid Dreams. Ganhou o Prêmio Especial do Júri no Festival de Cinema de Veneza em setembro de 2022, e recebeu críticas extremamente positivas dos críticos.

## Enredo
Proibido pelo governo de fazer filmes e de deixar o Irã, devido aos seus filmes politicamente críticos, o cineasta Jafar Panahi — interpretando uma versão fictícia de si mesmo — alugou um quarto na vila de Jaban, perto da fronteira Irã-Turquia, onde está remotamente dirigindo um docudrama sobre um casal iraniano, Bakhtiar e Zara, que estão tentando obter passaportes falsos para que possam fugir do país após anos de abuso do governo. Bakhtiar conseguiu obter um passaporte para Zara, mas não conseguiu um para si mesmo, o que angustia Zara. Enquanto assistia à sequência por meio de uma transmissão ao vivo em seu computador, Panahi perde a conexão e é cortado. Panahi encerra o dia e sai para fotografar a vila.

## Elenco
- Jafar Panahi como ele mesmo
- Naser Hashemi como chefe da vila
- Vahid Mobasheri como Ghanbar
- Bakhtiar Panjeei como Bakhtiar
- Mina Kavani como Zara
- Narjes Delaram como mãe de Ghanbar
- Reza Heydari como Reza
- Javad Siyahi como Jacob
- Yousef Soleymani como tio de Jacob
- Amir Davari como Solduz
- Darya Alei como Gozal
- Rahim Abbasi como aldeão
- Sinan Yusufoglu como Sinan
- Ehsan Ahmad Khanpour como criança
- Iman Bazyar como soldado

## Produção
No Bears é o nono longa-metragem dirigido por Jafar Panahi e o primeiro desde 3 Faces (2018). O cineasta havia feito dois curtas-metragens entre eles. Além de escrever, dirigir e produzir No Bears, Panahi também estrela o filme com Naser Hashemi, Vahid Mobasri, Bakhtiar Panjei, Mina Khosravani e outros. Diz-se que Panahi recebeu mais liberdade para produzir o filme após o fim do toque de recolher imposto em 2022, devido à pandemia de COVID-19 no Irã.
A produção foi encerrada em maio de 2022, e os direitos foram negociados logo depois no Festival de Cinema de Cannes de 2022 pela Celluloid Dreams, sediada em Paris, que havia realizado a mesma tarefa para os trabalhos anteriores do diretor. O filme é dedicado ao fundador da Celluloid Dreams, Hengameh Panahi.

## Prisão do diretor
Em 11 de julho de 2022, Panahi foi preso e condenado a seis anos na prisão de Evin sob a acusação de "propaganda contra o regime". De acordo com Panahi, após a prisão de seus dois colegas, Mohammad Rasoulof e Mustafa Al-Ahmad, ele expressou solidariedade, junto com várias centenas de outros cineastas, pela Internet; eles teriam se manifestado online contra a brutalidade policial no Irã.
Depois que No Bears foi selecionado para a competição do Leão de Ouro do Festival de Cinema de Veneza, o Ministério da Cultura e Orientação Islâmica chamou o filme de um "jogo político [em vez de um] filme [que] não tem licença de produção". Em 28 de julho de 2022, a Associação Iraniana de Diretores de Cinema emitiu uma declaração oficial parabenizando os diretores selecionados pela nomeação e, além disso, exigindo que o governo iraniano considere "o pedido de 19 guildas de cinema e centenas de diretores de fotografia [para] examinar o status desses cineastas e sua libertação o mais rápido possível".
É relatado que o 79º Festival de Cinema de Veneza foi significativamente afetado pela prisão e julgamento de Panahi; Alberto Barbera, o diretor artístico do referido festival, após anunciar a lista de filmes em um evento de mídia, exigiu a libertação dos diretores Panahi, Rasoulov e Al-Ahmad. Mais tarde, ele apelou a "todos os cineastas e outras personalidades" para se juntarem a um flash mob que acontecerá no tapete vermelho antes da estreia em 9 de setembro às 16h30 no Palazzo del Cinema, para protestar contra a prisão de Panahi e mostrar solidariedade a outras pessoas ao redor do mundo que enfrentaram perseguição da mesma forma.

## Recepção
No site agregador de críticas Rotten Tomatoes, 99% das 109 avaliações dos críticos são positivas, com uma classificação média de 8,5/10. O consenso do site diz: "No Bears testemunha a produção cinematográfica incisiva de Jafar Panahi ao mesmo tempo em que incita os espectadores a examinar as camadas complexas de uma história enganosamente simples: um homem oprimido e suprimido por seu país." O Metacritic, que usa uma média ponderada, atribuiu ao filme uma pontuação de 93 em 100, com base em 29 críticos, indicando "aclamação universal".
A cineasta Laura Poitras elogiou o filme, dizendo: "Assistir a No Bears é experimentar uma espécie de vertigem cinematográfica: um diretor renomado vai a uma vila rural para dirigir remotamente um filme de ficção sobre amantes que escapam de um país, que talvez tire uma fotografia de jovens amantes na vila desafiando a autoridade, e que talvez ele próprio esteja tentando escapar."